# Pegasos
Este artículo trata sobre la plataforma informática Pegasos. El Pegasos también se puede referir al caballo Pegaso de la mitología griega.

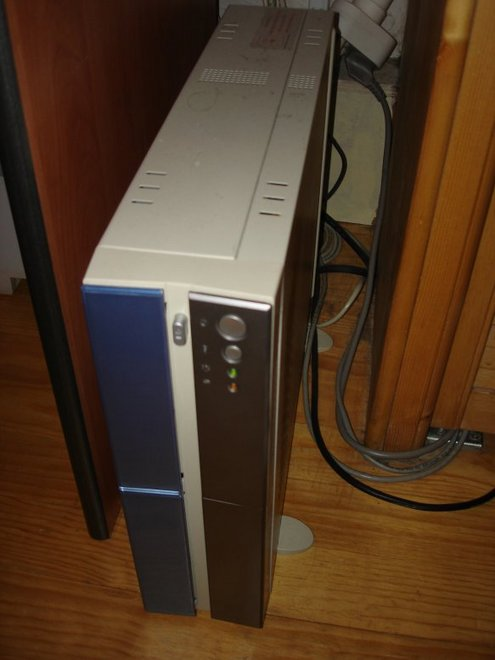
Genesi Open Desktop Workstation, construida utilizando el Pegasos II.

Pegasos es una placa base MicroATX funcionando con un microprocesador PowerPC G3 o G4. Posee tres ranuras PCI, una ranura AGP, dos puertos de Ethernet (uno de 10/100/1000 y otro de 10/100), conectores USB, memoria DDR, sonido basado en el chip AC97, y conector FireWire. Al igual que los ordenadores Apple Macintosh basados en PowerPC, el sistema arranca mediante Open Firmware.
El Pegasos se comercializa mediante Genesi USA, Inc., y ha sido diseñado por su rama de investigación y desarrollo bplan GmBH sita en Fráncfort, Alemania.
Existen dos versiones del sistema: el Pegasos I y el Pegasos II.

## Pegasos I
El Pegasos I suporta la CPU 750CXe (G3) de IBM, posee una circuitería para red Ethernet a 100 Mbit/s sobre la misma placa y utiliza SDRAM PC133. Su producción se discontinuó después que descubriera un fallo de hardware en el puente norte MAI Logic ArticiaS. Versiones posteriores del Pegasos I venían con un arreglo hardware que se designó "April". Apareció una segunda versión de este arreglo que se llamó "April 2" y que solucionaba todavía más problemas. Al final fue reemplazado por el Pegasos II.

## Pegasos II
El Pegasos II utiliza el puente norte Marvell Discovery II, eliminando la necesidad del arreglo mediante el chip "April" del modelo anterior, y adicionalmente ofreciendo soporte para LAN Gigabit y memorias de tipo DDR, así como la posibilidad de utilizar la gama de procesadores Freescale "G4".
Las placas con CPU 750CXe (G3) no necesitan un ventilador de refrigeración - es por ello por lo que se comercializa bajo el eslogan "cool computing" (que en inglés significa "informática fría" y a la vez "informática molona"). Las placas actuales G4 están basadas en el procesador Freescale MPC7447, que vienen acompañadas de un pequeño ventilador. Existen soluciones de refrigeración pasiva para este equipo y se venden con el "Home Media and Communication System" (en inglés, "Sistema de comunicaciones y multimedia doméstica"), que está basado en el Pegasos II G4.

### Open Desktop Workstation
La Open Desktop Workstation, o ODW, es una versión estandarizada del Pegasos II. Ha sido la primera computadora de código abierto y la primera que le ha proporcionado al PowerPC un entorno de desarrollo cliente/servidor. Genesi ha liberado las especificaciones completas (listado de componentes y diseño) de manera gratuita para aquellos miembros de Power.org. El ODW ganó el premio "Best in Show" en el Freescale Technology Forum en 2005 , posee las certificaciones ATI  y "Ready for IBM Technology".
- Especificaciones del ODW en Power.org (enlace roto disponible en Internet Archive; véase el historial, la primera versión y la última). (Se requiere ser miembro de Power.org)
- Recursos de Linux para ODW en Freescale

#### Especificaciones
- Procesador Freescale 1.0 GHz MPC7447A
- Memoria de 512 MB DDR RAM (posee dos ranuras, puede llegar hasta los 2 GB)
- Disco duro ATA100 de 80 GB
- Unidad DVD de Doble Capa DVD±RW
- Soporte para disquetera
- Tres ranuras PCI
- Gráficos de ATI Radeon 9250 (DVI, VGA y salida de S-Video) basado en AGP
- Cuatro conectores USB
- Soporte para ratón y teclado PS/2
- Tres conectores FireWire 400 (dos externos)
- Dos conectores de Ethernet, 100 Mbps y 1 Gbit
- Sonido AC97 - entradas/salidas, analógico y digital (S/PDIF)
- Puerto de joystick/MIDI
- Puerto paralelo y serie (con soporte para IrDA)
- Placa base tipo MicroATX (236×172 mm²)
- Caja de pequeño tamaño - (92×310×400 mm³)

## Soporte de sistemas operativos
En la plataforma Pegasos funcionan multitud de sistemas operativos. Genesi es una empresa propicia a dar soporte a cualquier intento de crear versiones y optimizar sistemas o aplicaciones para su gama de computadores.
- AmigaOS 4.1, soporte oficial desde enero de 2009, sólo para Pegasos II.
- Las distribuciones de Linux Debian GNU/Linux, MontaVista Linux, openSUSE, Yellow Dog Linux, Gentoo Linux y Crux PPC están disponibles para Pegasos. El soporte para la plataforma Pegasos ha sido integrado en la línea principal del núcleo Linux desde la versión 2.6.13.
- Mac OS – Es posible ejecutar Mac OS y Mac OS X sobre el Pegasos utilizando Mac-on-Linux, pero hacer esto es una violación explícita del CLUF de Apple.
- MorphOS es ampliamente compatible con aquellas aplicaciones del Commodore Amiga que son "OS friendly" (esto quiere decir que no acceden directamente al hardware nativo del Amiga), de la misma manera que un creciente número de aplicaciones nativas. Genesi es el principal patrocinador de MorphOS.
- OpenBSD – En 2002, Genesi contrató a un desarrollador para convertir OpenBSD al Pegasos II. La relación finalizó de mala manera en 2004 pero OpenBSD funciona con soporte limitado.
- OpenSolaris – Genesi/Freescale es el patrocinador inicial de la versión PowerPC de OpenSolaris y el Pegasos II está siendo usado como la plataforma de referencia para el desarrollo.
- QNX da soporte a la plataforma Pegasos.